# Il Gondoliere
Il Gondoliere è un periodico fondato e diretto da Luigi Carrer, edito a Venezia tra il 1833 e il 1848 con cadenza bisettimanale.

## Storia
Il primo numero de Il Gondoliere venne stampato sabato 6 luglio 1833. "Tipografo editore" risulta essere Paolo Lampato, che già nel settembre del 1831 aveva chiesto l'autorizzazione a pubblicare "La Moda. Giornale di amena conversazione" in sei numeri mensili, uno ogni cinque giorni, corredato di "incisioni rappresentanti le mode di Francia". Tale tentativo editoriale naufragò, riducendosi a foglietto di appendice, il "Figurino", allegato al nuovo periodico. Il nome del vero editore comparirà solo più tardi, il 2 gennaio 1836, quando ormai tutti a Venezia e in terraferma ne conoscevano l'identità: il critico e poeta Luigi Carrer. Di "giornale sempre da lui scritto fin dal suo primo cominciamento" sarà lo stesso Carrer a parlare nel 1835.

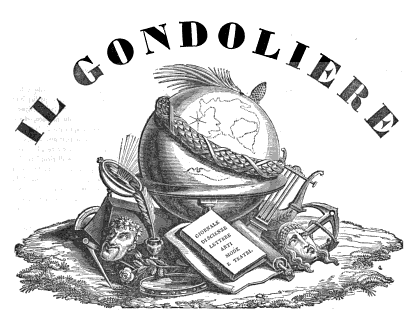
Logo de Il Gondoliere nel 1835.

In seguito a traversie finanziarie il Lampato è costretto a cedere, di fatto, la proprietà della propria tipografia ad Antonio Papadopoli che gli aveva fornito ingenti prestiti. Formalmente il proprietario divenne Luigi Plet, definito dalla Polizia austriaca in rapporto di "intima fiducia ed obbedienza [...] col signor Papadopoli [...] uomo di censurabili principi politici". Plet, il 6 gennaio del 1834, comunicava di esser "venuto in possesso della tipografia che fu dei signor Paolo Lampato", che intendeva gestire di persona, e de Il Gondoliere, per il quale "continuerà a giovarsi dell'opera dei signor Luigi Carrer, in qualità di compilatore".
Inizialmente sottotitolato "Giornale di amena conversazione", il foglio cambiò linea editoriale dedicando maggiore spazio e attenzione a temi più seri quali le scoperte scientifiche, la letteratura, l'attività musicale e teatrale, mutando di conseguenza il sottotitolo in "Giornale di scienze, lettere, arti, mode e teatri". Il formato, inizialmente libresco (16x24,5 cm, con impaginazione a una sola colonna), venne anch'esso trasformato (23,5x33,5 cm, su due, e talvolta tre, colonne).
Nel 1835, come scrive Carrer all'amico Bennassù Montanari, una "funesta vicenda" (probabilmente l'incrinarsi dei rapporti col Papadopoli) aveva rovesciato le sorti del nuovo proprietario. Il 4 dicembre 1835 il Carrer "prevedendo [...] di poter cessare dalla compilazione del Gondoliere" chiede di pubblicare un nuovo giornale "come editore in persona propria", Il Bucintoro, "collo stesso metodo tanto relativamente al foglio che al figurino".
In un paio di settimane proprietario e compilatore giungono invece ad un accordo e già il 18 dicembre Carrer comunica che Il Gondoliere resta immutato: a partire dal numero del 2 gennaio 1836 accanto al suo nome apparirà il titolo di "editore".
La tipografia e gli uffici si sono spostati, da Palazzo da Ponte a San Maurizio, calle del Doge, N. 2241, nella bottega di Giuseppe Antonelli "sotto le procuratie vecchie al portico dell'Arco Celeste N. 72.".

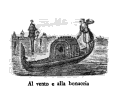
Logo de Il Gondoliere nel 1845.

All'inizio del 1837 accanto al nome di Carrer ricompare per sette mesi la dicitura "co' tipi e a spese di Luigi Plet". Questi, dopo aver ripreso brevemente la stampa e la gestione del foglio, lo cedette alla nuova Società del Gondoliere. Dietro a questa manovra c'era nuovamente la doviziosa Casa Papadopoli che attraverso Giacomo Conto, formalmente il proprietario della società, affida la direzione a Giovanni Bernardini.
Il Carrer figurerà quale editore ancora sino alla fine del 1842; a partire dal 1843 egli è indicato anche come "proprietario" cedendo infine, il 23 dicembre dello stesso anno, "compilazione" e proprietà del periodico ad altre mani.
Il nuovo "compilatore" Giorgio Podestà scrive nel suo primo articolo di voler conservare al giornale l'"ingenuità e franchezza"  impressa al Gondoliere da Luigi Carrer, "che primo lo istituì e tanto amorevolmente per 10 anni lo compilò".
Al Gondoliere collaborarono, tra gli altri, Filippo De Boni, Andrea Mustoxidi, Tommaso Locatelli, Emilio Amedeo De Tipaldo, Vito Beltrani, Aleardo Aleardi.

## Sciarada
Fin dal primo anno di pubblicazione, nell'ultima pagina del foglio, ai lettori veniva presentata una sciarada la cui soluzione sarebbe arrivata con il numero successivo. Ecco un esempio:
La prima descrizione del gioco fu pubblicata, ad opera di Bennassù Montanari, proprio ne Il Gondoliere. Le parole convenzionali usate per indicare le parti vennero tradotti in italiano con primiero, secondo, intiero. I termini arcaici erano utili per formare la rima, ma si parlava anche di primo e di tutto, di terzo (ove presente), di ultimo (in riferimento appunto all'ultima delle parti unite a formare il totale).

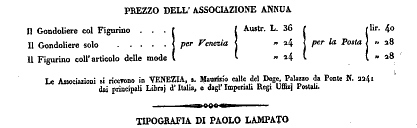
Prezzi de Il Gondoliere nel 1835

## Distribuzione e Prezzo
Il Gondoliere veniva stampato con cadenza bisettimanale, il mercoledì e il sabato, e poteva o meno avere in allegato il Figurino (foglietto di appendice con le immagini dei capi più di moda a Parigi).
Nel 1834 il prezzo del solo giornale variava da 24 a 28 Lire austriache a seconda fosse acquistato in Venezia o negli "II. RR. Uffizii Postali"; insieme al Figurino costava invece rispettivamente 36 e 40 Lire.
Nel 1845 il prezzo del solo Gondoliere appariva invariato; il foglio insieme al Figurino aveva invece subito un aumento di quattro Lire.